# Peroxid de hidrogen
Peroxidul de hidrogen, cunoscut sub denumirea comună de apă oxigenată (sau perhidrol) este un lichid incolor, cu punctul de fierbere 150,2 °C și cu punctul de topire/înghețare -0,432 °C. Formula sa chimică este H2O2.
Se amestecă cu apa în orice proporție, este solubil în eter și alcool. Are constanta dielectrică mare, apropiată de a apei, fiind un bun dizolvant ionizant față de săruri, în cazurile în care nu se manifestă ca oxidant. O soluție de 3% în apă distilată are numele de apă oxigenată farmaceutică  iar o soluție 35% poartă denumirea de perhidrol.
Fiind instabilă în soluții concentrate, se descompune spontan, rezultând apă și oxigen. Viteza de descompunere este influențată de o serie de factori ca: lumina, căldura, catalizatorii etc. Poate fi stabilizată prin adaosul unor mici cantități de acid fosforic, uree, acid sulfuric, fosfat de sodiu, etc  care reduc viteza de descompunere în apă și oxigen. Este o specie oxigen reactivă și o sursă de radicali hidroxil. Poate participa la reacții chimice oscilante Briggs-Rauscher. Cu un acid formează peracidul corespunzător. Poate oxida amoniacul la hidrazină.
Se păstrează în vase de culoare închisă pentru a evita expunerea la lumină.
Astăzi, peroxidul de hidrogen este preparat aproape exclusiv prin procedeul antrachinonă. Sinteza electrochimică a H2O2 din apă și oxigen este o alternativă foarte promițătoare, deoarece permite: (a) producția locală acolo unde este necesară și (b) utilizarea energiei electrice pentru sinteza chimică.

## Structura moleculei
Structura moleculei acestui compus a fost stabilită prin spectroscopie în infraroșu de către canadianul Paul-Antoine Giguère.  Deși legătura O−O este una simplă, molecula peroxidului de hidrogen are o barieră rotațională relativ mare de 2460 cm−1 (29,45 KJ/mol);

## Domenii principale de utilizare
- Decolorant în industria textilă;
- Tratarea apei potabile și a apelor reziduale;
- Industria detergenților, celulozei și hârtiei;
- Sinteze în industria chimică;
- Industria metalurgică și minieră;
- Rafinarea țiteiului [14][15];
- Protecția mediului [16][17]
- Propergol

## Utilizări medicale
Apa oxigenată este utilizată ca antiseptic sub forma unei soluții diluate. Ea este capabilă să elibereze oxigen gazos, echivalent a 10 volume ale lichidului respectiv. Este indicată datorită capacităților sale de curățire a plăgilor cutanate benigne și de asigurare a asepsiei acestora. Are și proprietăți hemostatice (oprește sângerările) în cursul epistaxisului.
Ca în toți peroxizii, atomul de oxigen din apa oxigenată tinde să fie eliberat foarte ușor. Oxigenul este toxic pentru agenții patogeni ceea ce face ca apa oxigenată să fie foarte eficientă în neutralizarea acestora.
Este un dezinfectant eficient împotriva coronavirusurilor.